# Gare de Lumbres
La gare de Lumbres est une gare ferroviaire française de la Ligne de Saint-Omer à Hesdigneul, située à proximité du centre-ville de Lumbres dans le département du Pas-de-Calais en région Nord-Pas-de-Calais.
Elle est mise en service en 1874 par la Compagnie des chemins de fer du Nord-Est. C'est une gare marchandises de la Société nationale des chemins de fer français (SNCF), desservie par des trains de fret. Son ancien bâtiment voyageur, devenu l'office du tourisme de la commune, est desservi en saison par le Chemin de fer touristique de la vallée de l'Aa.

## Situation ferroviaire
Établie à 48 mètres d'altitude, la gare de Lumbres est située au point kilométrique (PK) 81,29 de la ligne de Saint-Omer à Hesdigneul, entre les gares d'Esquerdes (où s'intercale l'arrêt touristique de Setques-rue de l'usine) et de Nielles-lès-Bléquin (gare fermée et située sur le tronçon déclassé de la ligne).
La section de ligne d'Arques à Lumbres est utilisée pour un trafic marchandises et la gare de Lumbres est l'un des deux terminus avec celle d'Arques du Chemin de fer touristique de la vallée de l'Aa.
La gare était également située au point kilométrique (PK) 44 de la ligne de chemin de fer secondaire à voie métrique d'Anvin à Calais, ouverte en 1882 et fermée le 28 octobre 1955.

## Histoire
La « station de Lumbres » est inaugurée en février 1874 et mise en service par la Compagnie des chemins de fer du Nord-Est, le 1er juin 1874 après l'inauguration officielle de la ligne le 25 mai 1874.
En 1880, on élargit la station pour le raccordement de la ligne d'Anvin à Calais.
En 1885, les travaux prévus le 26 décembre 1884 sont réalisés : prolongement du quai en maçonnerie et de la voie de transbordement en fosse.
La gare était également le centre d'exploitation du chemin de fer d'Anvin à Calais, dont l'exploitant pris en 1919 le nom de Compagnie générale de voies ferrées d'intérêt local (connue sous les initiales CGL, CGVFIL ou VFIL), et où se trouvait son dépôt principal.
Comme la ligne de Saint-Omer à Hesdigneul, la gare est fermée au service des voyageurs le 15 juillet 1959,

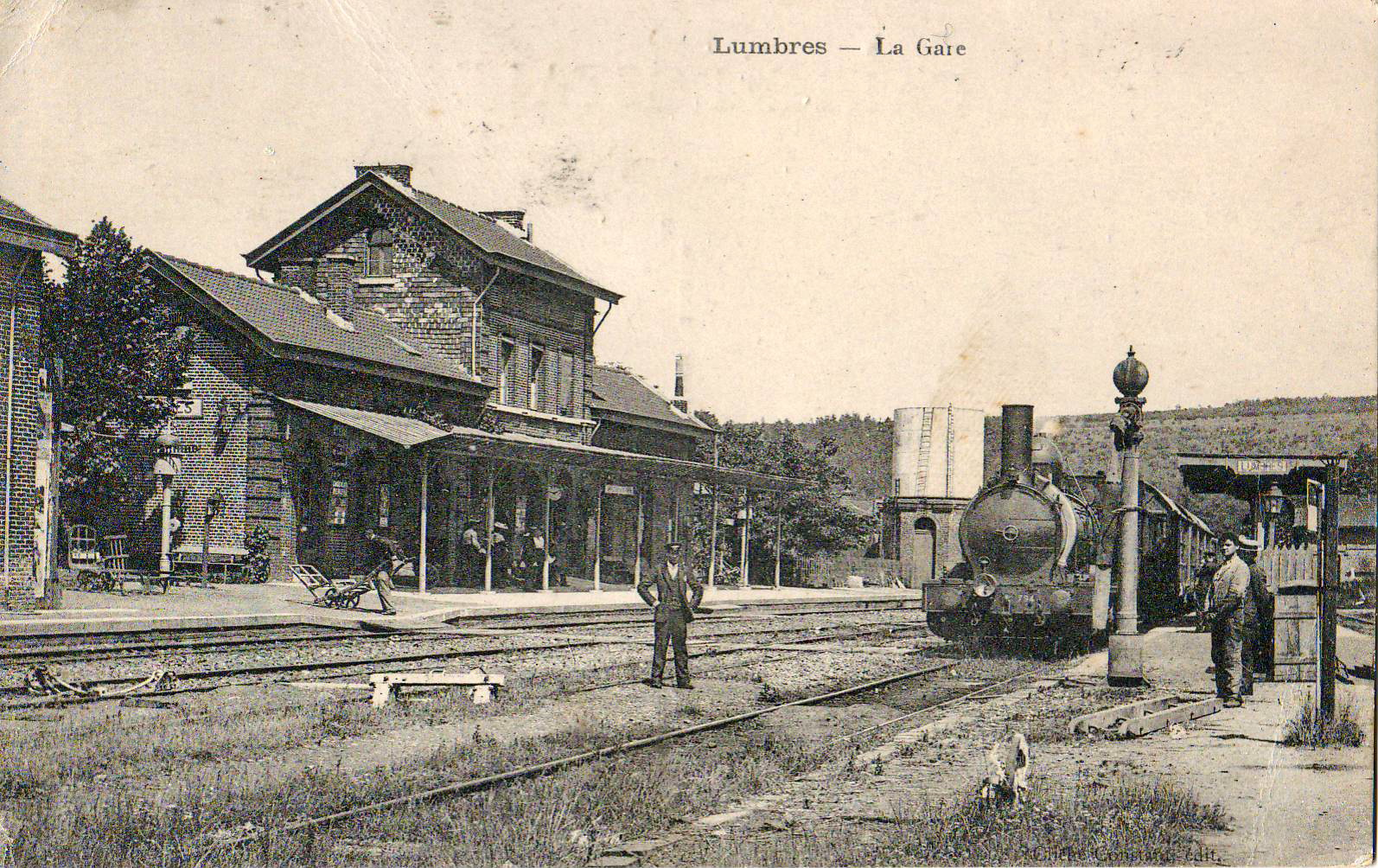
La gare vers 1900
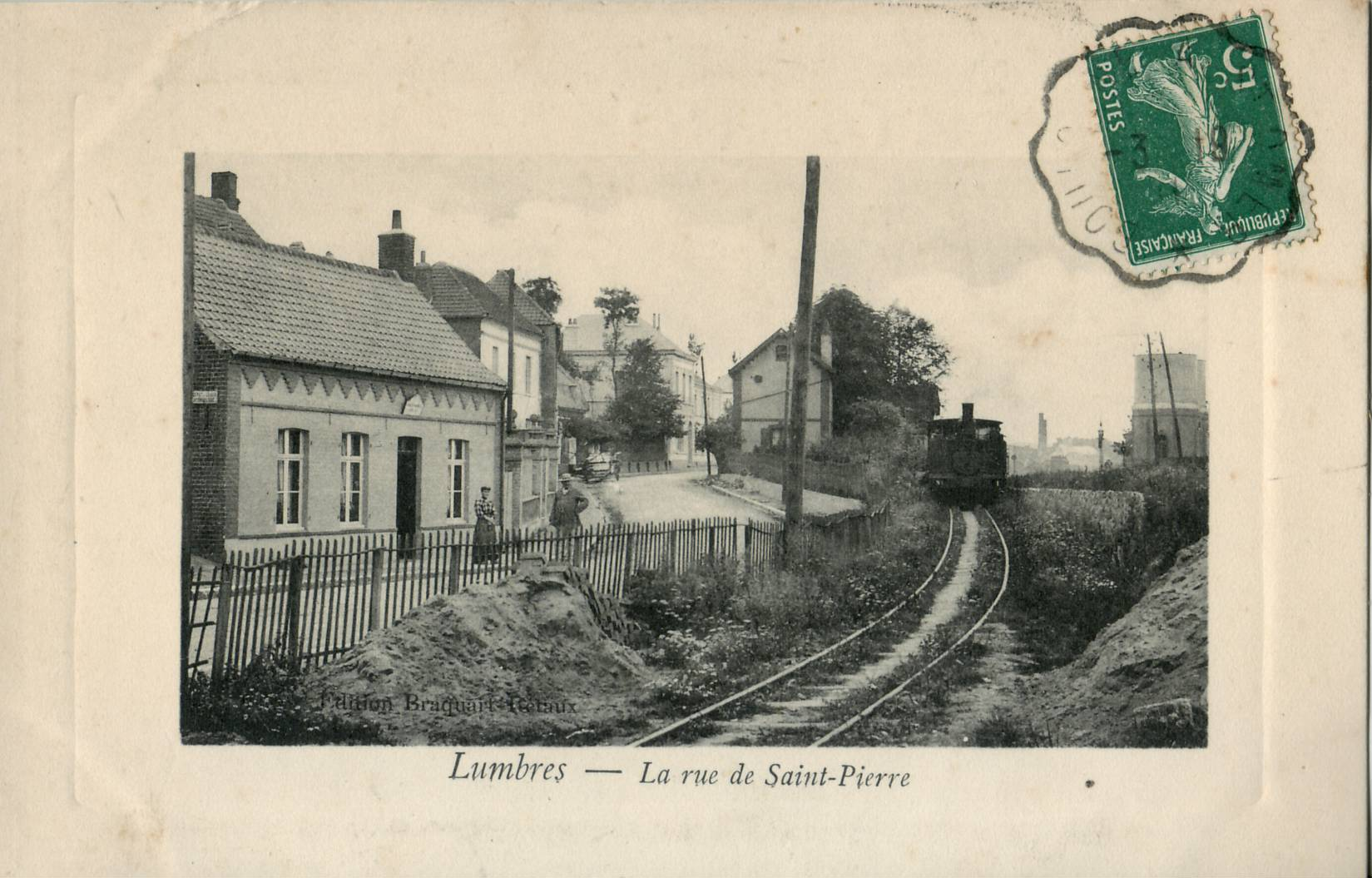
Un train de la ligne d'Anvin à Calais quitte la gare de Lumbres.

## Service des voyageurs
Gare fermée.

## Service des marchandises
La gare de Lumbres est ouverte au service Fret SNCF uniquement pour des trains massifs. Le trafic est constitué de trains de fret desservant les cimenteries.

## Patrimoine ferroviaire et train touristique
L'ancien bâtiment voyageurs est acheté en 1994 par la commune qui le restaure en 1996 et y ouvre un bureau d'office du tourisme, le 1er mai 1998. La gare est desservie, en saison, par le chemin de fer touristique de la vallée de l'Aa.
Identique à certaines gares de la ligne (par exemple celle de Samer) est en tous points identique aux bâtiments voyageurs construits en Belgique par la Société belge de chemins de fer, une compagnie privée qui construisit des lignes pour d'autres compagnies privées belges et françaises. Beaucoup de ces gares ont été détruites, notamment lors de la Première Guerre mondiale ; en plus de celle de Samer, en France, celles de Haaltert, Herzele et Oostrozebeke, situées en Belgique, existent toujours.
La plupart des gares de la Compagnie des chemins de fer du Nord-Est appartiennent à une version simplifiée de ce plan, qui se distinguent par l'absence d'arcs en plein cintre et la présence d’œils-de-bœuf au pignon.

## Galerie de photographies

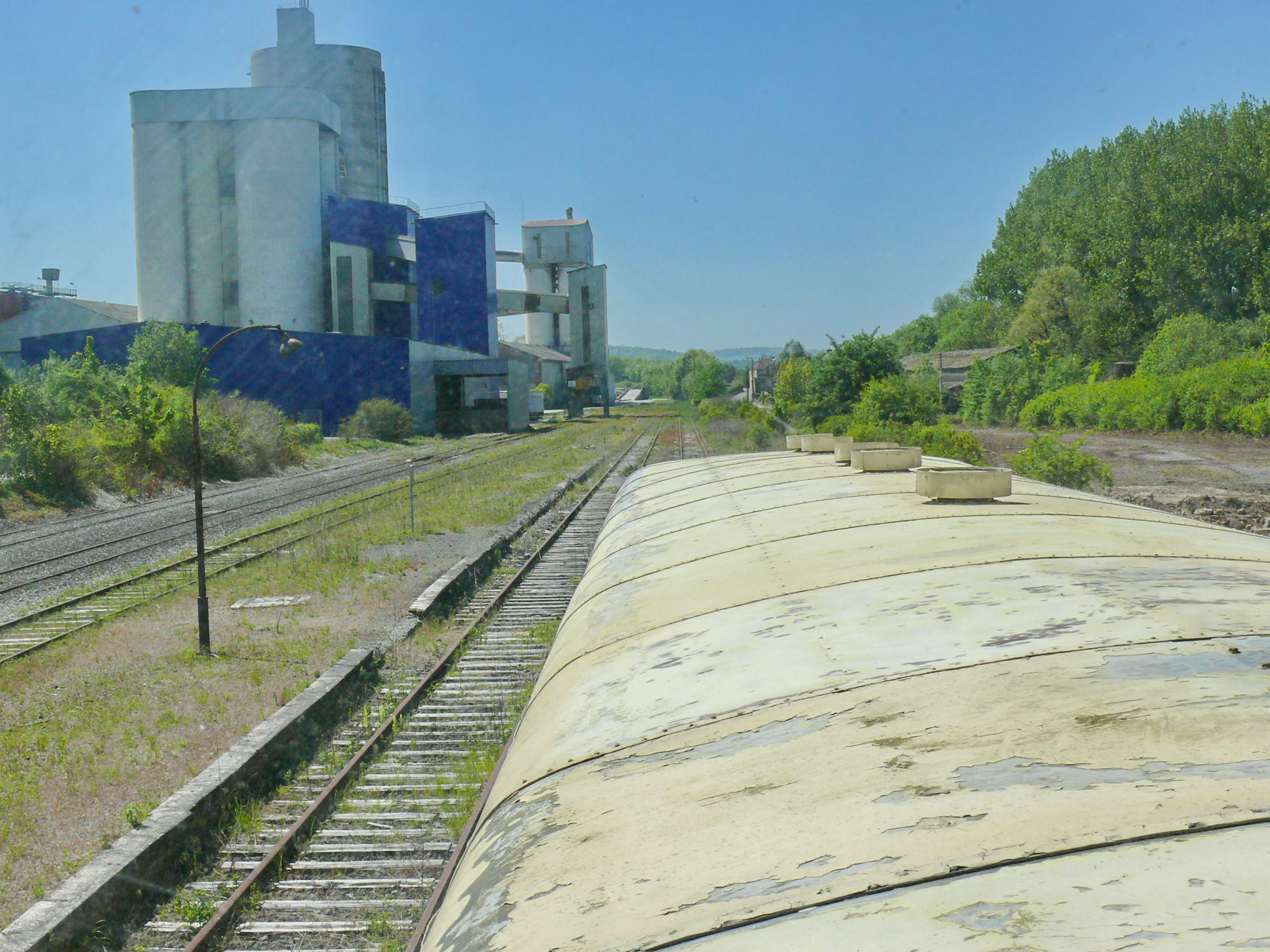
La cimenterie vue de la gare (2010)
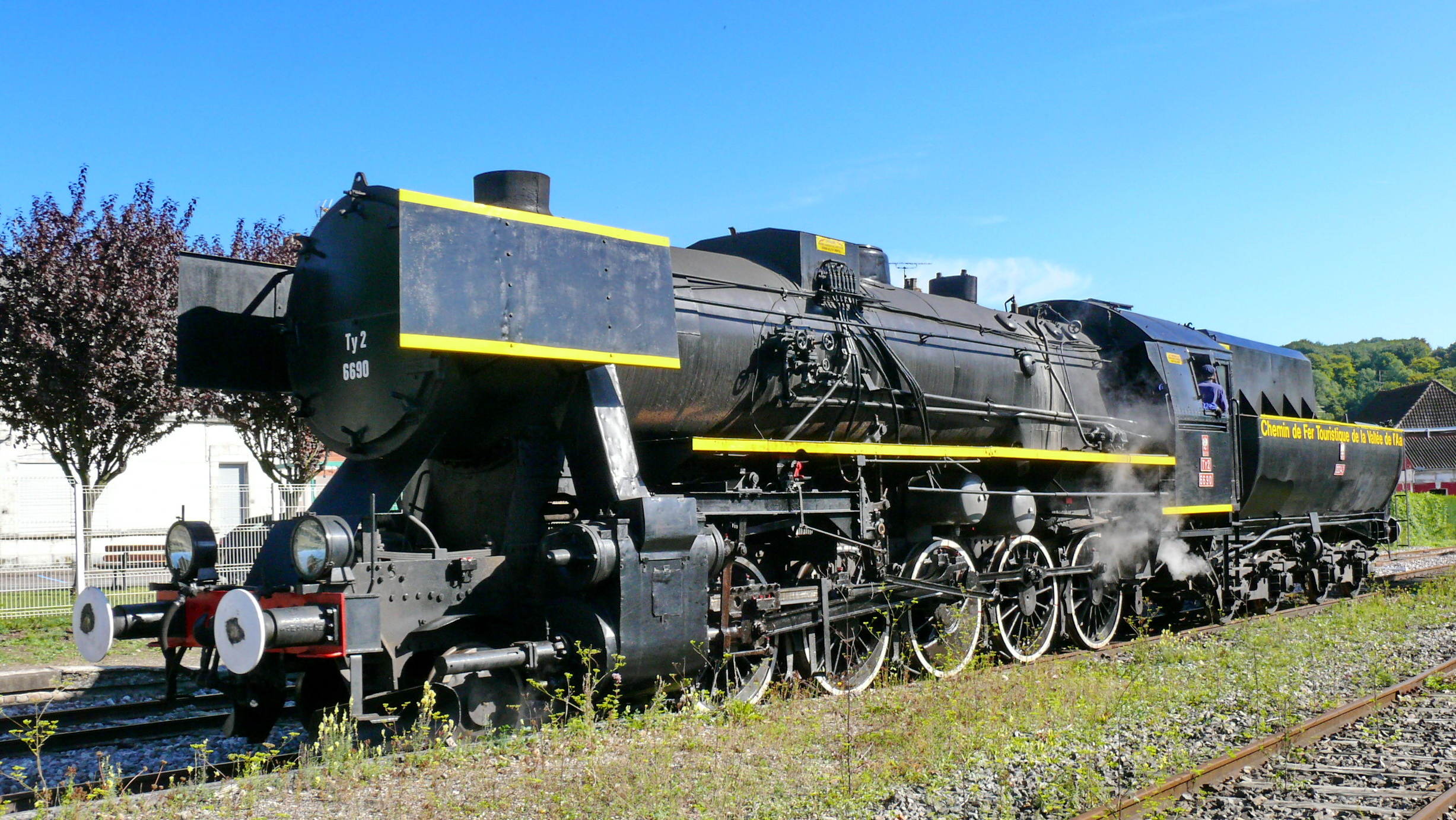
Locomotive polonaise Ty2-6690 (WLF 16121/1942) en gare (2013)
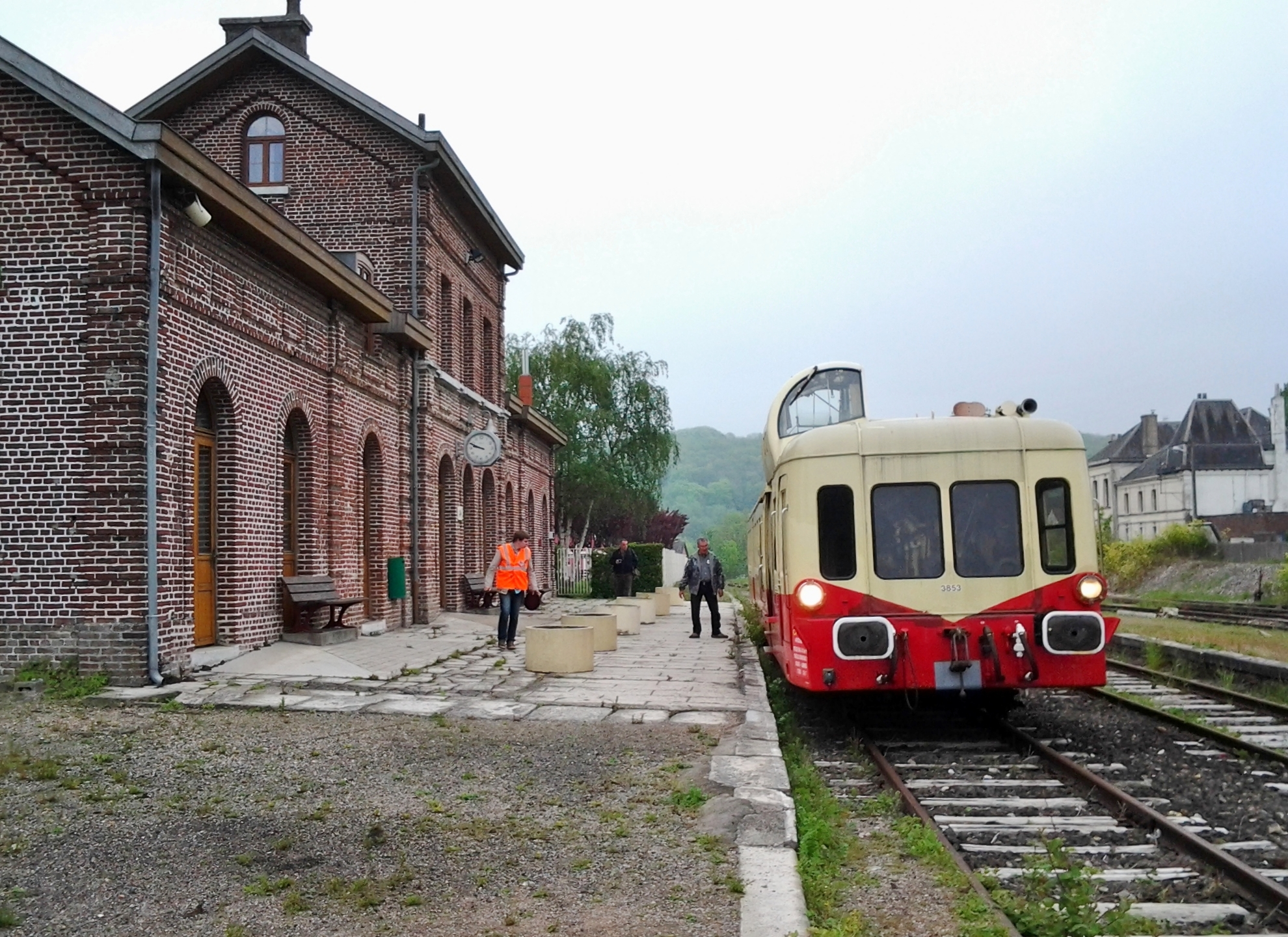
Gare et autorail Picasso.